# アポロニア

アポロニアの位置

アポロニア（ラテン語: Apollonia, ギリシア語: Aπολλωνία κατ' Επίδαμνον/Απολλωνία προς Επιδάμνω、アポッローニア, アルバニア語: Apolonia/Apollonia）は現在のアルバニアのフィエル県のポヤニ近郊にあった古代都市であり、アウス川の右岸にあった。

## 歴史

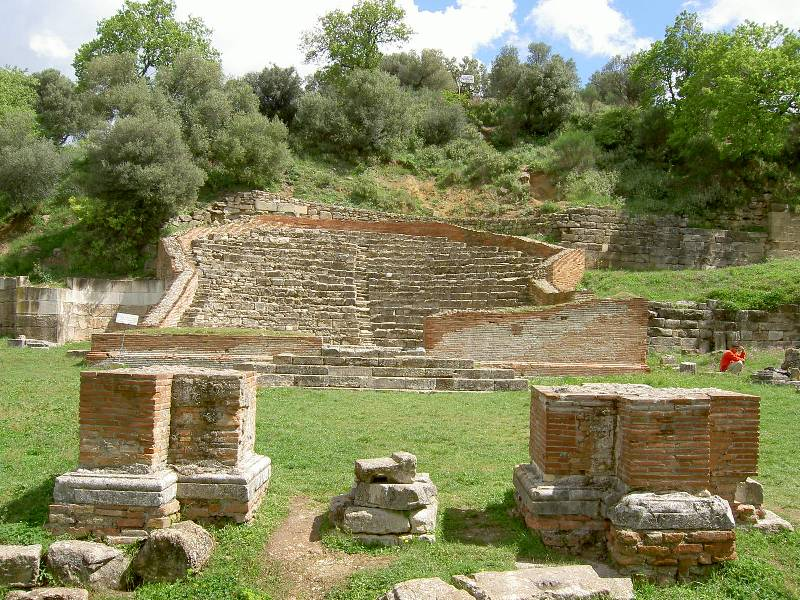
オデオン

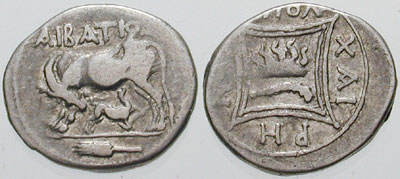
アポッロニアの貨幣

アポロニアは紀元前588年にケルキラとコリントからのギリシャ人入植者によって建設された。もともとはイリュリアのタウランティ族が居住していた土地であった。町は最初に建設された時に建設者のギュラクスの名前を取りギュラケイア (Gylakeia) と命名されたが、後ちにアポッローンを称えてアポッロニア (Apollonia) と改名された。
政治はアリストテレスが寡頭政治の典型的なポリスであるとしたように、アポッロニアはギリシャ人入植者を祖先に持つギリシャ系が多数のイリュリア系農奴を支配していた。経済において、奴隷貿易や農業の他、同時に100隻の船を収容できたという大きな港による収益によってアポロニアは豊かであった。また、町には造幣施設があり、アポッロニア製の貨幣は距離が離れたドナウ川流域でも発見されている。
アポッロニアは一時エペイロス王国のピュッロス王に支配され、紀元前229年には共和政ローマ統治下に入った。それからローマに反逆を起こすことは無く、紀元前168年にはイリュリア王ゲンティウスからの押収した戦利品が授与されたこともあった。紀元前148年にアポッロニアはマケドニア属州の一部となり、その後エピロス属州に編入された。カエサルとポンペイウスによる内戦時には、アポッロニアはカエサル側に付いた。しかし、紀元前48年にはブルトゥスのカエサル暗殺によって陥落することとなった。また、後の初代ローマ皇帝オクタウィアヌス（アウグストゥス）は紀元前44年にアポッロニアに滞在し、アテノドロスの教育を受けたこともあった。オクタウィアヌスがカエサルの暗殺を知ったのもアポッロニアの地であった。

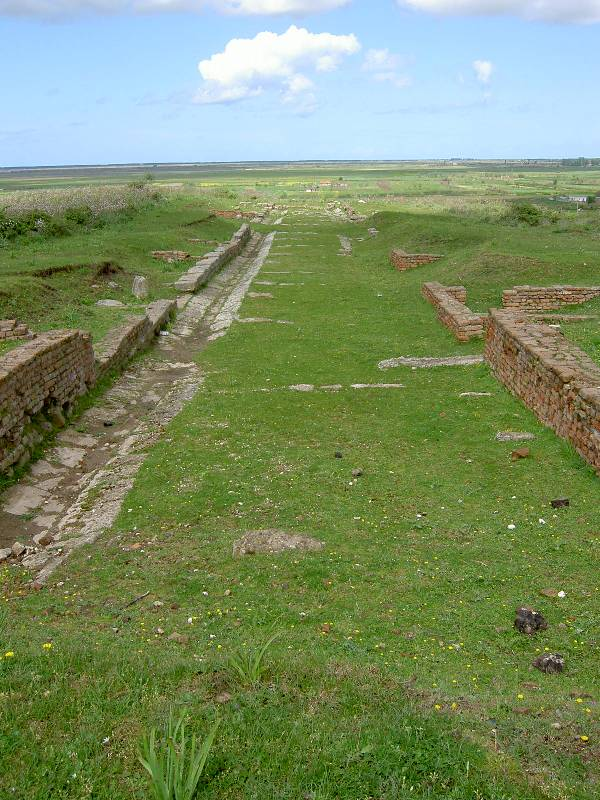
街道

アポロニアは北のドゥラキウム（現ドゥラス）と同じく、ブルンディシウム（現ブリンディジ）と北部ギリシアを結ぶ経路においてイリュリア地方では重要な港であり、東のテッサロニキやトラキア地方のビュザンティウム（現イスタンブール）へと延びるエグナティア街道の西側の起点でもあった。キケロが演説の中でアポッロニアを "magna urbs et gravis" （大きな重要都市）と言ったように、アポッロニアはローマの統治下で繁栄した。しかし、3世紀に発生した地震でアウス川の流路が変わったことで、港には泥が堆積するようになり、内陸部はマラリア病が発生する湿地に変わり、アポッロニアの衰退は始まった。アポッロニアでは早い段階でキリスト教が広まっており、431年のエフェソス公会議や、451年のカルケドン公会議の出席者にはアポッロニア司教の名も見られる。一方で内陸部の湿地はしだいに広がり、アポッロニアには居住できなくなり、近くのヴロラがアポッロニアより優位に立つようになった。古代末期にはアポッロニアに人は居住しなくなり、13世紀には旧市街の一部にあたる丘に建てられた、修道院と聖マリア教会を残すのみとなった。
ヴロラが興隆するにつれて、アポッロニアは荒廃した。18世紀になるとヨーロッパ人の古典学者に「再発見」されたが、考古学者らによってこの場所が調査されるようになるのは、1916年から1918年にかけてのオーストリアによる支配の時からであった。その後、この研究は1924年から1938年にかけてフランス人研究者に受け継がれた。遺跡の一部は第二次世界大戦時に被害を受けた。戦後はアルバニア人研究者によって研究が再開されているが、今日でも遺跡の大部分は土中に眠ったままとなっている。出土した芸術品などは修道院や首都ティラナに保管されたが、1990年の共産主義体制の崩壊による無秩序状態の際にほとんどが紛失した。また、アポッロニアの遺跡も美術品目当ての泥棒によって掘られているのが現状である。

## 遺跡

### アゴノテテスの記念館

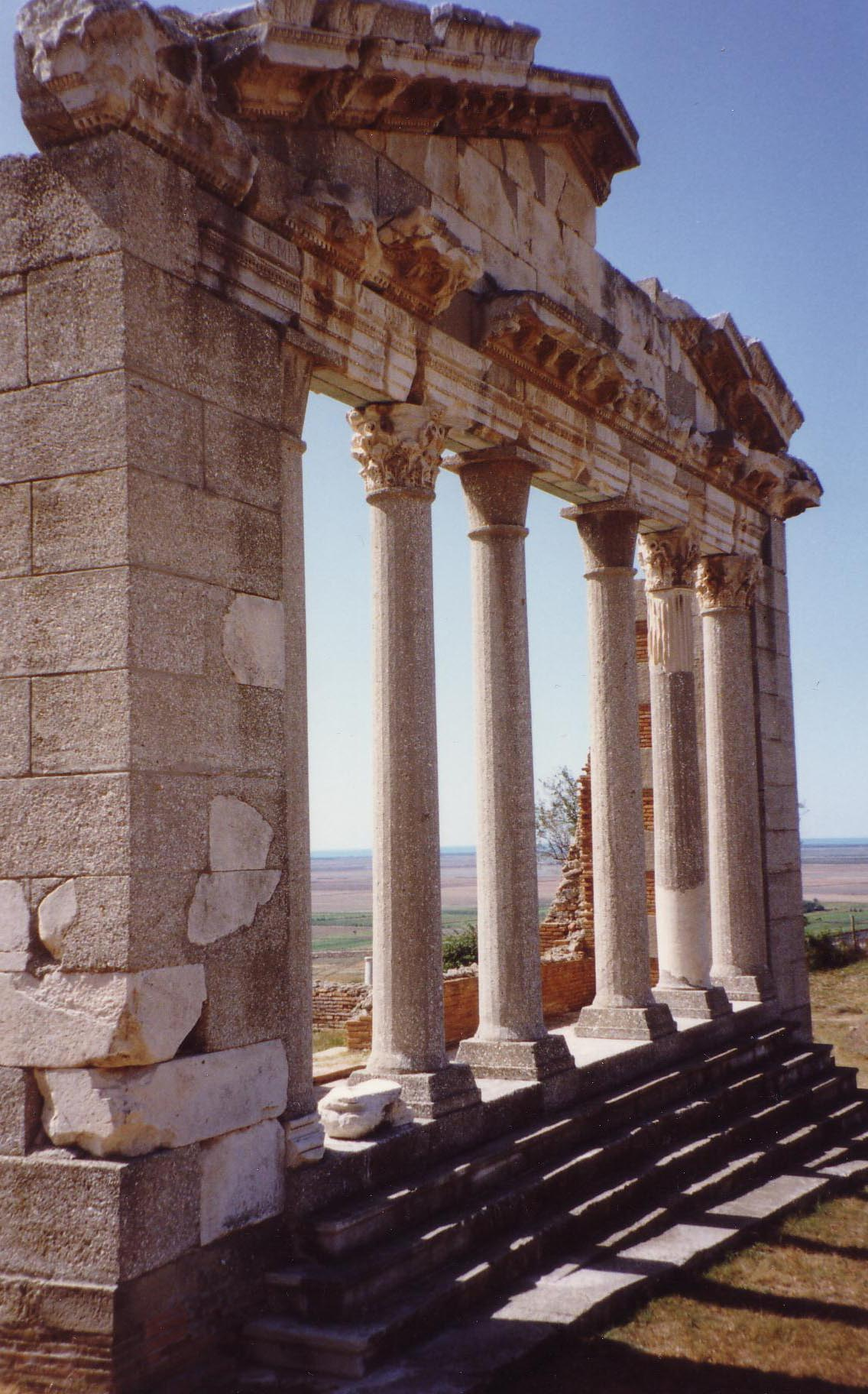
アゴノテテスの記念館

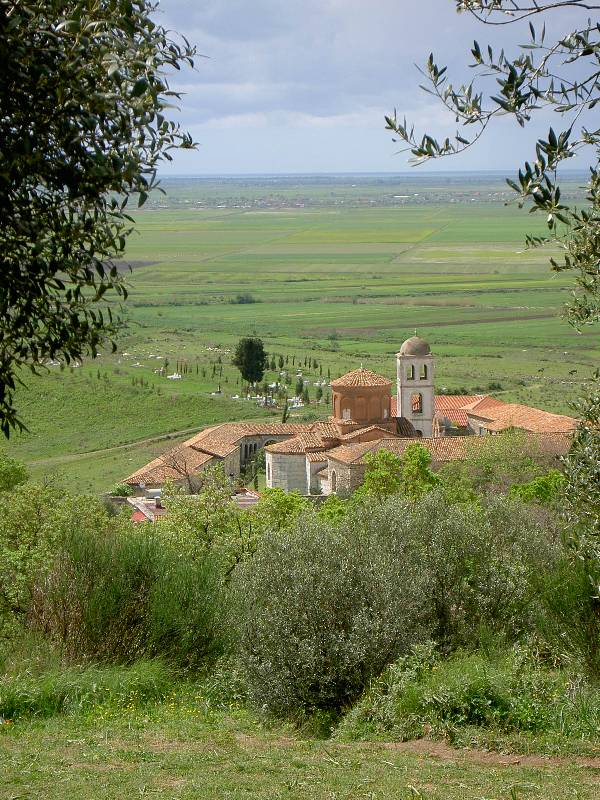
聖マリア教会

この建物はアポッロニアの遺跡の中心にある。前面にコリント式の6つの柱が並ぶ半円型の構造の建造物で、主に市議会の会議場として使用された。2世紀半ばに彫られた碑文によると、アポッロニアの高位にあったある役人が、死亡した兵士である兄弟を追悼する目的で建立したという。また、この建物の落成式の日には、25組の剣闘士による見世物が上演されたという。建物の西側にはアルテミスの小さな神殿があり、東側には凱旋門と、その下を通る街道が見られる。

### 図書館とオデオン
アゴノテテスの記念館の向かい側に、200人が収容できた小劇場であるオデオンがある。このオデオンには、舞台や貴賓席や観客席があった。古代にはここで音楽劇やリサイタル、演説や哲学の議論などがされていた。

### 邸宅とモザイク画
町の中心から数メートル離れた場所には、3世紀に建てられた高級住宅街の遺跡が広がっている。ここに描かれたモザイク画には様々な種類があり、幾何学的な模様を組み合わせたものや、ネーレーイスやエロースなどのギリシャ神話の人物が描かれていることもある。他にもアキレウスが負傷したアマゾーンの女王ペンテシレイアを抱えているモザイク画もある。

### フォンタナ
フォンタナとは複雑な構造物という意味であり、地中からの湧き水や4つの水道からの水を集めている。

### アポッロニア博物館
アポッロニア博物館には7つの展示場と1つのギャラリー、2つのホールがある。ここではアポッロニアの歴史を検証する様々な物品が展示されている。

### 聖マリア教会
聖マリア教会は博物館と食堂の間にある。14世紀に建立されたビザンツ様式の教会であり、内部に描かれた壁画は今では断片のみが残されている。しかしこの壁画は教会の建立者が東ローマ帝国皇帝アンドロニコス2世パレオロゴスであったことを示している。また食堂はこの教会と同時期に建設されたものである。

## 参考
- Wilkes, J. J. The Illyrians, 1992,ISBN 0631198075
- Mogens Herman, An Inventory of Archaic and Classical Poleis (ISBN 0198140991)
- (Science Daily) "Researchers Discover Greek Temple In Albania Dating Back To 6th Century B.C.", 6 January 2006. (2008-07-16).